# Gaudium et Spes
Gaudium et Spes (лат. Радість і надія) — пастирська конституція Другого Ватиканського собору Католицької церкви. Повна назва — Пастирська конституція про Церкву в сучасному світі «Gaudium et Spes». Затверджена папою Павлом VI 7 грудня 1965 року, після того як вона була схвалена на соборі. За остаточний варіант конституції висловилося 2307 учасників собору, проти — 75. Свою назву отримала за прийнятою в католицизмі практикою за своїми двома першими словами.
Документ такого роду не планувався перед скликанням собору, однак ідея видання конституції про Церкву в сучасному світі виникла вже в ході засідань собору. Протягом перших трьох сесій Собору цей документ носив умовне найменування «Схема XIII», згодом отримав свою нинішню назву. Головними ініціаторами його створення стали папа Іоанн XXIII і два кардинали: Джованні Баттіста Монтіні (що став між першою і другою сесіями папою Павлом VI) і Лео Йозеф Суененс . Значну роль у підготовці документа зіграв кардинал Кароль Войтила, майбутній папа Іван-Павло II.
Gaudium et Spes стала свого роду відповіддю Церкви на швидкі зміни в суспільному порядку і нові виклики, які принесло XX століття, такі як зростання атеїзму, секуляризму, поява соціалістичних країн, жахи світових воєн. В результаті конституція стала одним з найбільш суперечливих і гаряче обговорюваних документів собору. У жовтні 1964 року на четвертому тижні роботи третьої сесії Собору була зроблена спроба виключити цей документ з порядку денного Собору, навіть багато прихильників документа визнали, що він потребує серйозного доопрацювання. До 14 вересня 1965 року, дня скликання четвертої сесії, проект документа був підготовлений вже в новій редакції, в нього було внесено значну кількість поправок. Цей варіант і ліг в основу фінальної редакції. У підготовці документа активну участь взяв ряд видних богословів: Ів Конґар, Анрі де Любак, Жан Даньелу та інші. Фінальний варіант конституції став одним із найбільших соборних документів. Після виходу отримав ряд критичних відгуків.

## Структура
Конституція Gaudium et Spes складається з 93 статей. Основний текст поділений на дві частини і передує вступом і вступної частиною. Перша частина складається з чотирьох розділів, друга з п'яти.
1. Вступ (статті 1-3)
2. Вступна частина — «Про становище людини в сучасному світі» (статті 4-10)
3. Перша частина — «Про Церкву та про покликання людини» (статті 11-45)
  1. Про гідність людської особи (статті 12-22)
  2. Про житті громади (статті 23-32)
  3. Про людську діяльність в усьому світі (статті 33-39)
  4. Про служіння Церкви в сучасному світі (статті 40-45)

1. Друга частина — «Про деякі найбільш насущні проблеми» (статті 46-93)
  1. Про підтримку гідності шлюбу і сім'ї (статті 47-52)
  2. Про необхідність сприяння прогресу культури (статті 53-62)
    1. Про становище культури в сучасному світі (статті 54-56)
    2. Про деякі принципи належного розвитку культури (статті 57-59)
    3. Про деякі найнагальніші обов'язки християн по відношенню до культури (статті 60-62)

  3. Про економічне та суспільне житті (статті 63-72)
    1. Про економічний розвиток (статті 64-66)
    2. Про деякі принципи, що керують усім економічним та громадським життям (статті 66-72)

  4. Про життя політичної спільноти (статті 73-76)
  5. Про підтримання миру і про сприяння міжнародного співтовариства (статті 77-93)
    1. Про запобігання війні (статті 79-82)
    2. Про творення міжнародного співтовариства (статті 83-93)

## Зміст
Конституція Gaudium et Spes стала однією з чотирьох конституцій Другого Ватиканського собору і одним з найважливіших документів, прийнятих на ньому. Вона підсумовує католицьке вчення про взаємовідносини Церкви і сучасного суспільства, докладно розбирає церковне бачення місця людини в сучасному світі, особливо економічні, культурні та соціальні аспекти людського життя. Конституція детально зупиняється на питаннях громадського прогресу, боротьби за мир, участі християн в політиці. У конституції зачіпаються питання про підтримку гідності шлюбу і сім'ї і про сприяння Церкви культурному прогресу людства.
Перша частина присвячена людській особистості і суспільству. Конституція говорить: «Бо за своєю внутрішньою природою людина — істота соціальна, і поза відносинами з іншими людьми вона не може ані жити, ані розвивати своїх обдарувань». У першій частині також формулюється сучасне вчення Церкви по відношенню до інакомисячих та атеїстам:
|  | Повага і любов повинні поширюватися також і на тих, хто в питаннях соціальних, політичних і навіть релігійних думає або чинить відмінно від нас, бо, чим глибше ми будемо з гуманністю і любов'ю вникати в їхній спосіб мислення, тим легше буде нам вступити з ними в спілкування. Але, звичайно, ця любов і прихильність у жодному разі не повинна робити нас байдужими до істини і добра |

|  | Однак вона (Церква) прагне збагнути причини заперечення Бога, що криються в мисленні атеїстів, і, усвідомлюючи значущість питань, що піднімаються атеїзмом, керуючись любов'ю до всіх людей, вважає, що ці причини слід піддати серйозному і глибокому розгляду... Церква, навіть повністю відкидаючи атеїзм, щиро сповідує, що всі люди - і віруючі, і невіруючі - повинні сприяти належному творенню того світу, в якому вони разом живуть, а це, безсумнівно, не може відбутися без щирого і мудрого діалогу |

У другій частині розбираються п'ять конкретних питань, найбільш актуальних, на думку отців Собору, у зв'язку з темою взаємини Церкви і сучасного суспільства: підтримка гідності шлюбу і сім'ї, сприяння розвитку культури, економічна і суспільна активність, участь християн в політиці і внесок Церкви у підтримку миру і діяльність міжнародного співтовариства.
Церква заявляє про підтримку інституту шлюбу, як богоустановленого союзу чоловіка і жінки, заперечує «полігамію, пошесть розлучень, так звану вільну любов та інші відхилення». Категорично засуджуються аборт та дітовбивство як «жахливі злочини». Другий розділ детально зупиняється на культурі в сучасному світі, підкреслюється роль Церкви в культурному розвитку впродовж історії і особливо заявляється про визнання Церквою різноманіття культурних традицій сучасного світу:
|  | Разом з тим Церква, послана до всіх народів всіх епох і країн, що не пов'язана винятковими і нерозривними узами з жодною расою або народом, ні з якими особливими моральними законами, ні з одним давнім або новим звичаєм. Тримаючись своєї власної традиції і в той же час усвідомлюючи свою всесвітню місію, вона може ввійти в спілкування з різними формами культури, завдяки чому збагачується і сама Церква, і ці різні культури |

Третя глава з одного боку вітає розвиток сучасної економіки і суспільних відносин, що веде до поліпшення умов життя, пом'якшення соціальної нерівності, скороченню бідності. Однак, у той же час виражається застереження, що бурхливий розвиток економіки не повинен призводити до закріпачення людини і приниження гідності її особи.
|  | Християни, що беруть активну участь у сучасному економічному і суспільному розвитку і борються за справедливість і любов, повинні бути переконані в тому, що вони можуть чимало посприяти благополуччю людства і миру у світі |

У те, що стосується участі християн у політичному житті, конституція Собору вітає будь-яку діяльність, спрямовану на запобігання воєн, міжнародну миротворчу діяльність, допомогу бідним і країнам, що розвиваються. Конституція схвалює створення міжнародних організацій, чия діяльність спрямована на створення більш справедливого світоустрою і закликає християн внести свій внесок у створення більш безпечного і благополучного світу.
|  | Чудовою формою міжнародної діяльності християн є, безсумнівно, та допомога, яку вони - або поодинці, або об'єднавшись один з одним - надають в тих установах з розвитку міжнародного співробітництва, які вже були засновані або підлягають основи. Крім того, справі творення спільноти народів у мирі та любові можуть різноманітне послужити різні католицькі міжнародні об'єднання, які треба зміцнювати |